# بريندون أوكونور
بريندون أوكونور (بالإنجليزية: Brendon O'Connor)‏ هو لاعب اتحاد الرغبي نيوزيلندي، ولد في 11 سبتمبر 1989 في غيسبورن ‏ في نيوزيلندا.

## وصلات خارجية
- بريندون أوكونور على موقع ItsRugby.co.uk (الإنجليزية)